# 필라투스산
필라투스(독일어: Pilatus)는 스위스 루체른 근처에 있는 산이다. 옵발덴주, 니트발덴주, 루체른주에 걸쳐 있으며, 산 정상은 옵발덴주에 속한다. 여러 개의 봉우리를 갖고, 그 중에서 가장 고도가 높은 것이 2,132m의 톰리스호른(Tomlishorn)이다.

## 역사
이름의 유래에 대한 몇 가지 다른 지역 전설이 존재한다. 일설에는 예수를 처형한 고대 로마의 장군 폰티우스 필라투스(빌라도)가 그곳에 묻혔기 때문이라고 주장한다. 그러나 이탈리아의 몬테 베토레에서도 비슷한 전설이 전해지고 있다. 또 하나는 산이 풍체가 좋은 빌라도라는 사람이 엎드린 배처럼 생겼기 때문에 그 이름을 따서 붙였다는 것이다. 또 다른 설에는 ‘구름 위에’를 의미하는 필레아투스(pileatus)에서 유래되었다고도 한다.
중세 전설에 따르면 이곳에 치유력을 가진 용이 산에서 살았다고 한다. 1619년의 한 연대기에는 다음과 같은 구절이 나온다.
| “ | 나는 밤마다 고요한 하늘을 응시하고 있었는데, 필라투스산의 큰 암석동굴에서 호수 반대편에 있는 풀르에(Flue)라고 알려진 다른 동굴쪽으로 날개를 퍼덕이는 매우 밝은 용을 보았다. | ” |

그리하여 용이 필라투스의 심볼 마크가 되었을 뿐만 아니라, 이 전설은 스티븐 라이네케라는 유명 콘서트 밴드에게도 영감을 주었다. (필라투스:용의 산)
필라투스를 올랐던 인물 중에는 콘라트 게스너, 시어도어 루스벨트, 쇼펜하우어 (1804년), 빅토리아 여왕, 줄리아 워드 하우 (1867년)가 있다.

1889년에 톱니바퀴 철도가 개통되었다.
이 산의 오버하우프트 정상에 강화 레이더(스위스 플로라코 시스템의 일부)와 기상관측소를 갖추고 있으며, 일반인에게는 공개되지 않고 일년 내내 사용된다.

## 지리와 교통

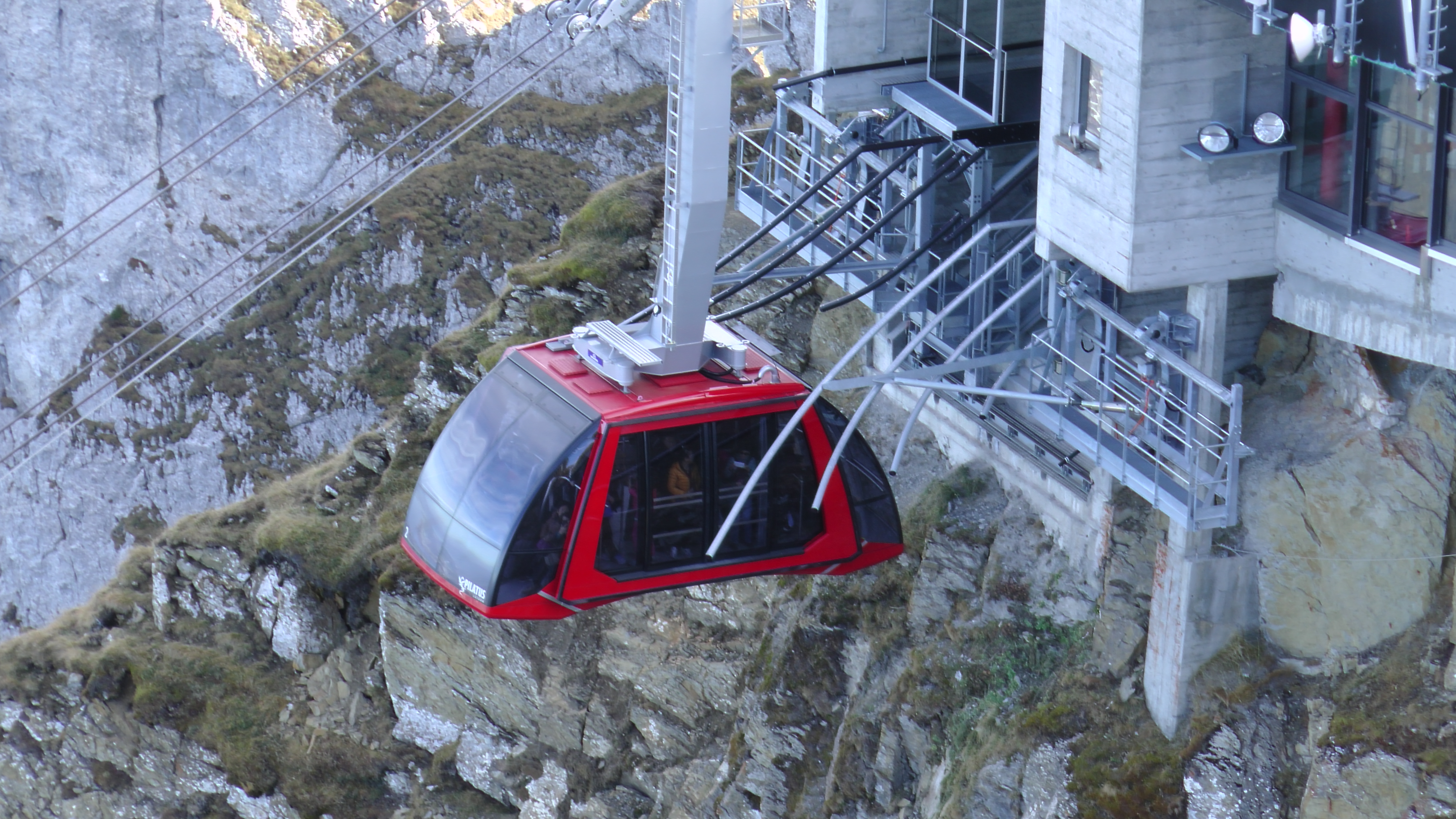
새로 설치된 공중 케이블카 (Dragon Ride) 필라투스 정상역

루체른 호수에 면하는 알프나흐슈타트와 필라투스의 산정역이 되는 필라투스 쿨름을 연결하는 등산 철도 필라투스 철도는 경사도 최대 48%(480퍼밀)의 세계 일급 경사 랙 레일(로허식) 등산 철도이다. 운행은 5월부터 11월까지로, 적설 상황에 따라 매년 운행 개시와 종료일이 달라진다.
루체른 근교에서 필라투스 산북쪽 기슭에 위치한 크린스에서도 필라투스 쿨름까지 공중 파노라마 곤돌라와 공중 케이블이 연결되어 있다. 등산철도가 운행하지 않는 겨울철에도 크린스에서 루트를 이용하여 산정역까지 오를 수 있다.
루체른~알프나흐슈타트 사이는 철도 또는 호선이, 루체른~크린스 사이는 버스가 운행하고 있기 때문에, 여름에는 루체른에서 2개의 다른 루트를 이용해 하이킹을 할 수도 있다.
필라투스의 산 정상 역인 필라투스 쿨름에는 ‘호텔 필라투스 쿨름’(Hotel Pilatus Kulm))과 ‘호텔 벨뷰’(Hotel Bellevue)의 2개의 산악 호텔이 있다. 호텔 필라투스 쿨름은 1890년에 지어진 전통적인 산악 호텔로 1999년부터 주 지정 보전건축물로 지정되어 있다.
필라투스 쿨름에서 톰리스호른 정상까지 하이킹 코스가 정비되어 있으며, 스위스 중부 지방의 프리 알프스와 베른 알프스를 비롯해 수많은 호수 등 360도의 전망이 펼쳐진다.
클리언스와 필라투스 쿨름 사이의 공중 파노라마 곤돌라와 공중 케이블 환승역이 되는 플렉뮌텍에는 스위스 중부 지방에서 최대 규모의 자일 파크, '필라투스 자일 파크(로프 파크)'나, 스위스 최장, 1350m의 여름 솔리(슬라이더 코스터)가 있어, 어른으로부터 아이까지 즐길 수 있는 장소로서 인기를 얻고 있다.

## 날씨
| 필라투스 (2106m a.s.l., 1981–2010)의 기후 | 필라투스 (2106m a.s.l., 1981–2010)의 기후 | 필라투스 (2106m a.s.l., 1981–2010)의 기후 | 필라투스 (2106m a.s.l., 1981–2010)의 기후 | 필라투스 (2106m a.s.l., 1981–2010)의 기후 | 필라투스 (2106m a.s.l., 1981–2010)의 기후 | 필라투스 (2106m a.s.l., 1981–2010)의 기후 | 필라투스 (2106m a.s.l., 1981–2010)의 기후 | 필라투스 (2106m a.s.l., 1981–2010)의 기후 | 필라투스 (2106m a.s.l., 1981–2010)의 기후 | 필라투스 (2106m a.s.l., 1981–2010)의 기후 | 필라투스 (2106m a.s.l., 1981–2010)의 기후 | 필라투스 (2106m a.s.l., 1981–2010)의 기후 | 필라투스 (2106m a.s.l., 1981–2010)의 기후 |
| 월                                        | 1월                                       | 2월                                       | 3월                                       | 4월                                       | 5월                                       | 6월                                       | 7월                                       | 8월                                       | 9월                                       | 10월                                      | 11월                                      | 12월                                      | 연간                                      |
| ----------------------------------------- | ----------------------------------------- | ----------------------------------------- | ----------------------------------------- | ----------------------------------------- | ----------------------------------------- | ----------------------------------------- | ----------------------------------------- | ----------------------------------------- | ----------------------------------------- | ----------------------------------------- | ----------------------------------------- | ----------------------------------------- | ----------------------------------------- |
| 일평균 최고 기온 °C (°F)                  | −1.1 (30.0)                               | −1.7 (28.9)                               | −0.2 (31.6)                               | 1.9 (35.4)                                | 6.5 (43.7)                                | 9.5 (49.1)                                | 12.2 (54.0)                               | 11.9 (53.4)                               | 9.1 (48.4)                                | 6.9 (44.4)                                | 1.9 (35.4)                                | −0.3 (31.5)                               | 4.7 (40.5)                                |
| 일일 평균 기온 °C (°F)                    | −4.0 (24.8)                               | −4.6 (23.7)                               | −3.2 (26.2)                               | −0.9 (30.4)                               | 3.6 (38.5)                                | 6.6 (43.9)                                | 9.2 (48.6)                                | 9.1 (48.4)                                | 6.3 (43.3)                                | 3.9 (39.0)                                | −0.9 (30.4)                               | −3.2 (26.2)                               | 1.8 (35.2)                                |
| 일평균 최저 기온 °C (°F)                  | −6.8 (19.8)                               | −7.3 (18.9)                               | −5.9 (21.4)                               | −3.4 (25.9)                               | 1.1 (34.0)                                | 4.0 (39.2)                                | 6.4 (43.5)                                | 6.6 (43.9)                                | 3.8 (38.8)                                | 1.3 (34.3)                                | −3.6 (25.5)                               | −5.9 (21.4)                               | −0.8 (30.6)                               |
| 평균 강수량 mm (인치)                     | 202 (8.0)                                 | 195 (7.7)                                 | 207 (8.1)                                 | 208 (8.2)                                 | 162 (6.4)                                 | 169 (6.7)                                 | 163 (6.4)                                 | 172 (6.8)                                 | 124 (4.9)                                 | 106 (4.2)                                 | 163 (6.4)                                 | 209 (8.2)                                 | 2,081 (81.9)                              |
| 평균 강수일수 (≥ 1.0 mm)                  | 12.7                                      | 11.6                                      | 15.0                                      | 13.9                                      | 15.0                                      | 15.7                                      | 14.2                                      | 13.9                                      | 11.7                                      | 10.5                                      | 12.1                                      | 14.4                                      | 160.7                                     |
| 평균 상대 습도 (%)                        | 63                                        | 66                                        | 74                                        | 79                                        | 82                                        | 85                                        | 83                                        | 82                                        | 78                                        | 70                                        | 67                                        | 65                                        | 74                                        |
| 평균 월간 일조시간                        | 123                                       | 130                                       | 143                                       | 137                                       | 146                                       | 133                                       | 159                                       | 156                                       | 152                                       | 159                                       | 115                                       | 105                                       | 1,658                                     |
| 가능 일조율                               | 50                                        | 46                                        | 39                                        | 34                                        | 31                                        | 28                                        | 33                                        | 36                                        | 41                                        | 49                                        | 45                                        | 45                                        | 38                                        |
| 출처: MeteoSwiss                          |                                           |                                           |                                           |                                           |                                           |                                           |                                           |                                           |                                           |                                           |                                           |                                           |                                           |

## 갤러리

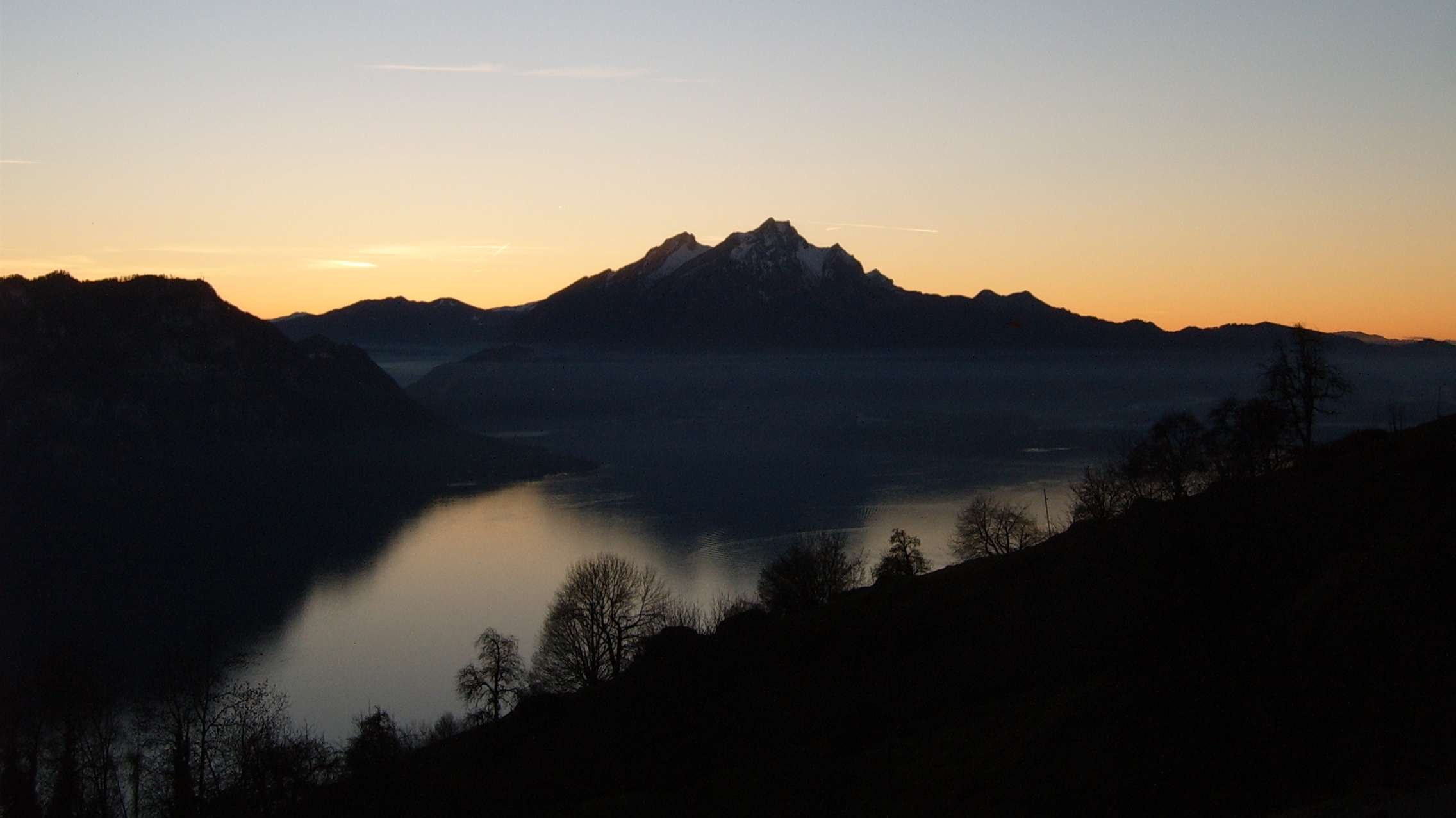
필라투스와 루체른 호수
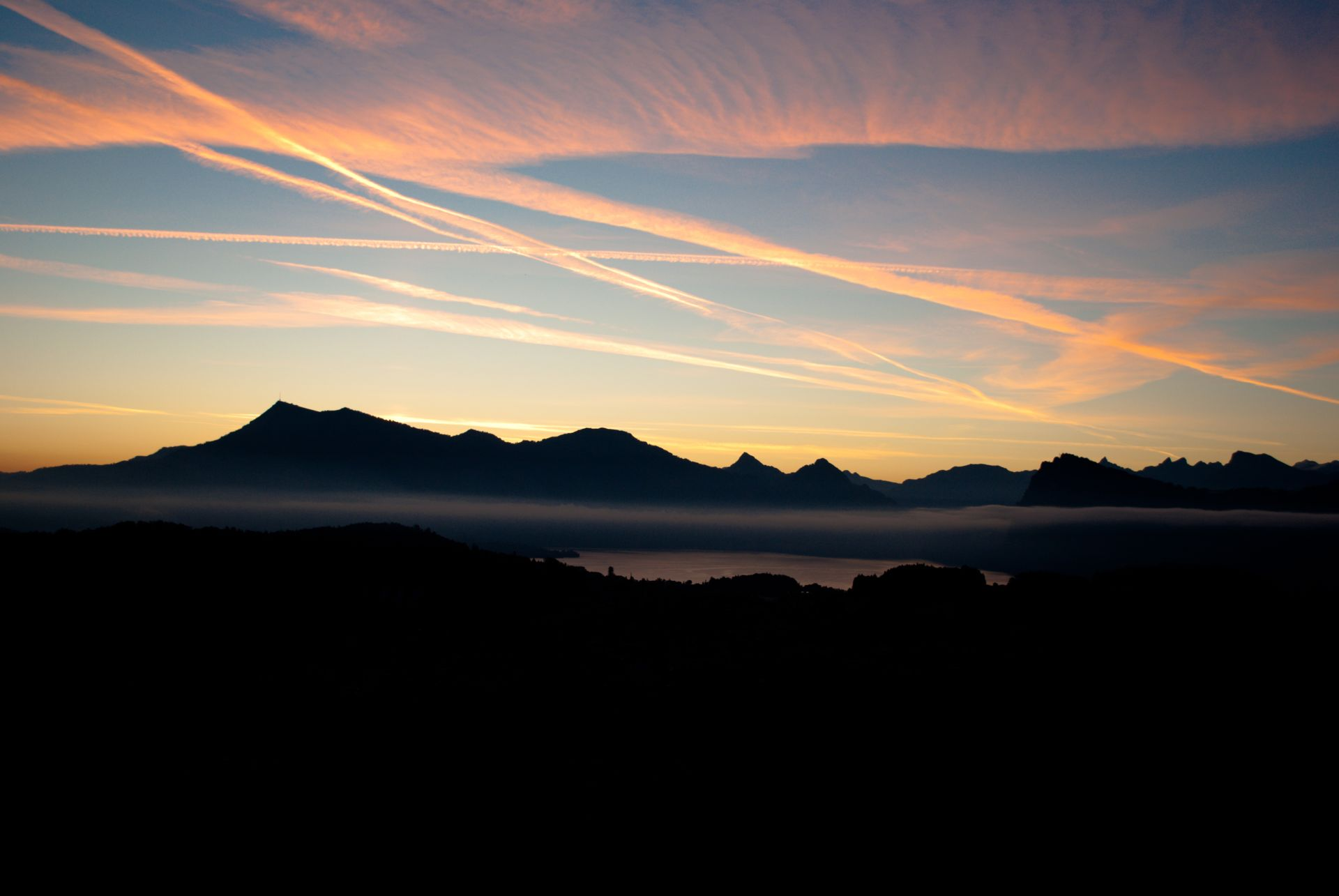
필라투스에서 본 리기산과 루체른 호수 전망
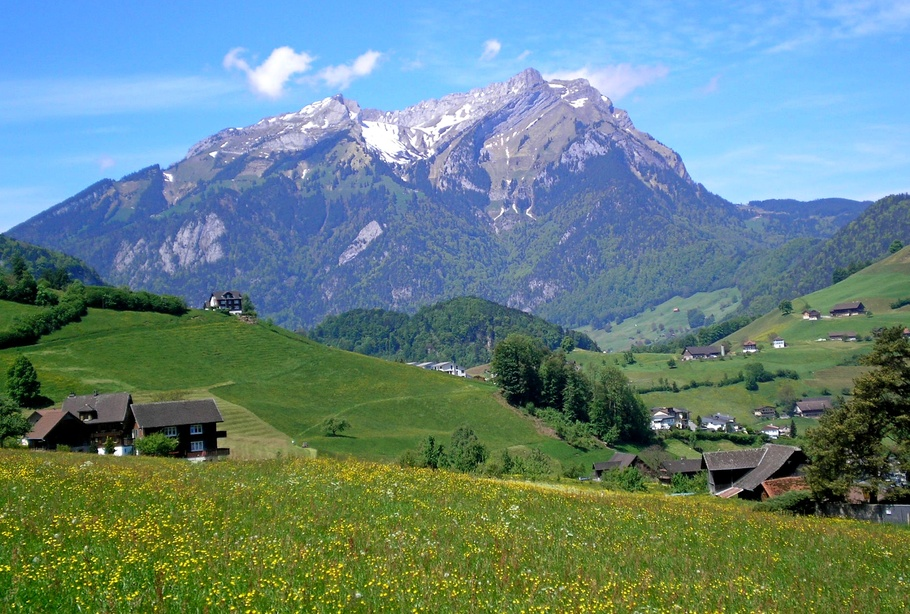
슈탄저호른 삭도에서 본 필라투스